# یواس‌ان‌اس پرسئوس (تی-ای‌اف-۶۴)

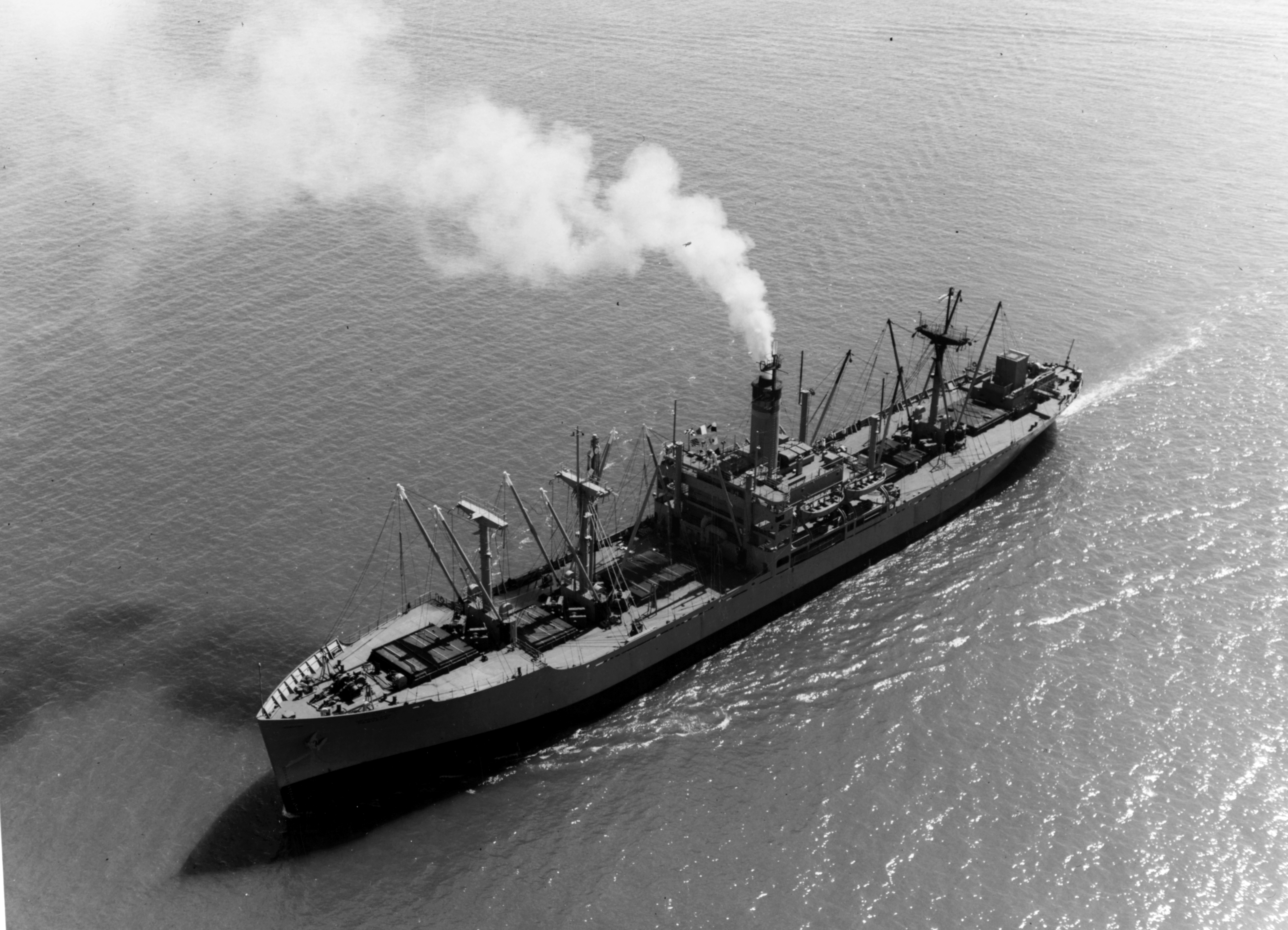
نمای بالای تی-ای‌اف-۶۴

یواس‌ان‌اس پرسئوس (تی-ای‌اف-۶۴) (به انگلیسی: USNS Perseus (T-AF-64)) یک کشتی بود که طول آن ۴۵۵ فوت ۳ اینچ (۱۳۸٫۷۶ متر) بود. این کشتی در سال ۱۹۴۴ ساخته شد.